# Agrotis atricentrica
Agrotis atricentrica är en fjärilsart som beskrevs av George Francis Hampson 1918. Agrotis atricentrica ingår i släktet Agrotis och familjen nattflyn. Inga underarter finns listade i Catalogue of Life.